# 아크메이지 (비디오 게임)
아크메이지(Archmage)는 1999년에 마리텔레콤에서 서비스를 했던 웹기반 턴제 전략 게임이다. 전형적인 판타지 세계관에 기반하고 있다. 하지만 자금 부족을 이유로 현재는 서비스가 중단되었다.

## 게임의 개요
일반적인 머드, MMORPG 등의 온라인 게임이 사용자로부터 실시간으로 지속적인 입력을 받아 게임을 진행하는 것과는 달리, 아크메이지는 실시간에 비례하여 턴이 쌓이고, 이 턴을 효율적으로 쓰는 것으로 게임이 진행되게 된다. 매 턴은 건물 짓기, 마법 연구, 땅 개척, 병력 모집, 전쟁 등을 하면서 사용할 수 있다. 하지만 실제 시간에 비례하여 사용할 수 있는 턴이 쌓이므로, 서버에 접속하고 있다고 해서 무한정 게임을 진행할 수 있는 것이 아니라, 실제 시간이 지나야만 게임을 할 수 있었다. 일반 서버의 경우는 15분에 1턴 정도가 쌓였으며, 보다 활발한 진행을 원하는 사용자를 위해서 보다 짧은 5분 정도에 1턴이 쌓이는 블리츠 서버가 운영되기도 하였다.
아크메이지의 목적은 아마겟돈이라는 마법을 복수의 사용자가 성공적으로 시전하는 것이다. 성공적으로 시전되면 1위에서 10위까지의 사용자는 명예의 전당에 오르게 되며 게임이 종료되게 된다. 이후 새로운 게임이 시작되므로, 순위에 들기 위한 전쟁이 시작된다. 또한 순위에 들지 못 할 사용자의 경우는 아마겟돈 시전을 막기 위해 시전자를 무차별적으로 공격한다. 시전자의 국가가 망할 경우 마법은 취소된다.
성공적인 세력 확장 및 아마겟돈의 시전을 위해 길드가 존재하였으며, 길드 내에서는 상대 길드 및 경쟁 국가를 차례로 공격한다. 각 사용자 당 턴이 제한적이고, 또한 전쟁 가능한 국가는 자신의 순위 주변의 국가뿐이므로, 길드의 중요성은 매우 컸다. 하지만 길드가 너무 중요해지고, 이에 따라 길드 비소속 사용자가 흥미를 잃게 되자, 길드가 허용되지 않는 서버도 등장하였다.
2003년도에 아크메이지를 즐겼던 해외 여러 프로그래머들이 모여 The-Reincarnation 라는 아크메이지 환생서버를 만들었다.

## 같이 보기
- 온라인 게임 목록
- 웹게임